# N948 (België)
De N948 is een gewestweg in de Belgische provincie Namen. Deze weg vormt de verbinding tussen Leffe en Dorinne.
De totale lengte van de N948 bedraagt ongeveer 7,5 kilometer.

## Plaatsen langs de N948
- Leffe
- Loyers
- Awagne
- Dorinne